# Aceto di riso

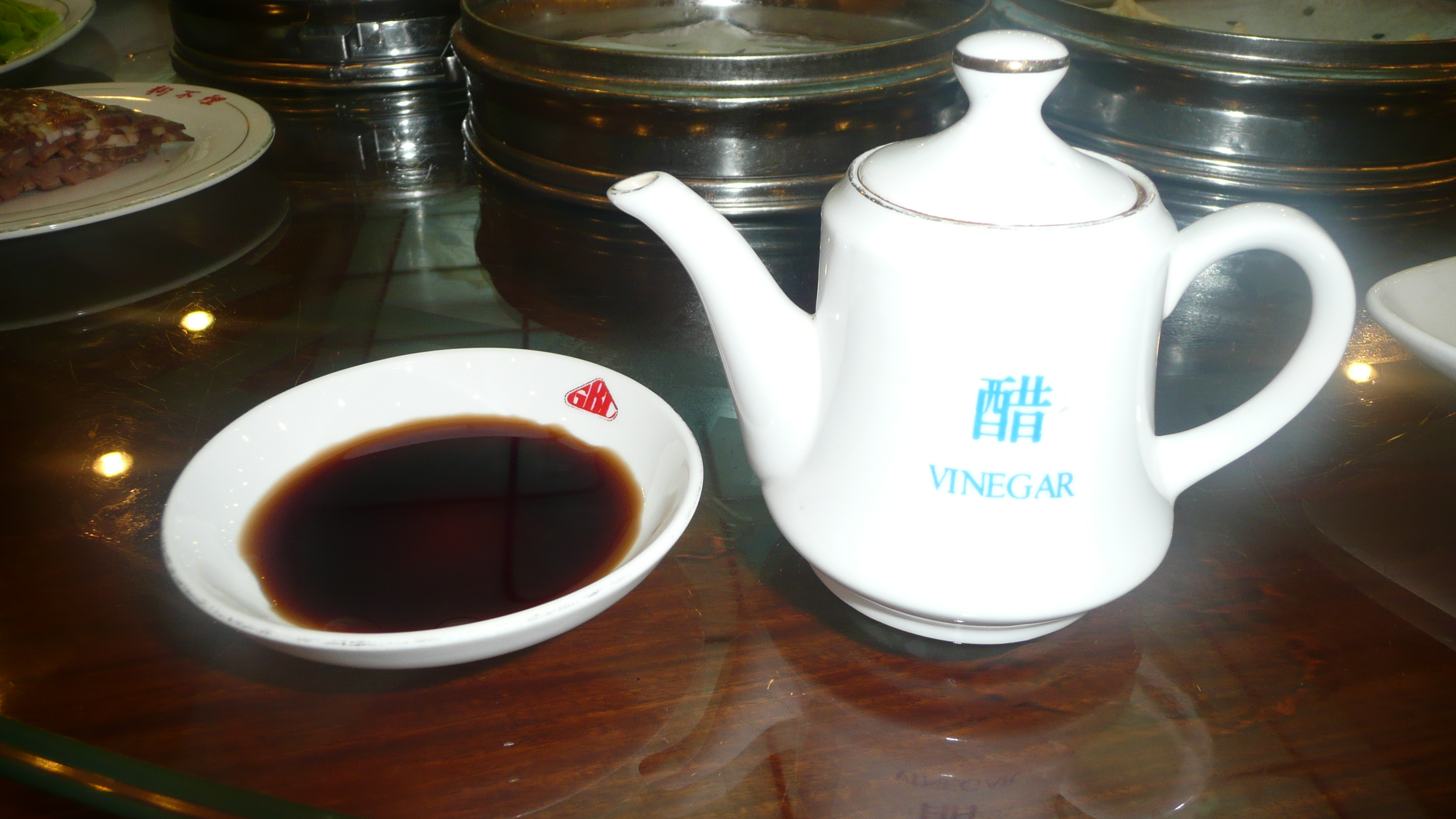
Aceto di riso nero cinese

L'aceto di riso è un condimento diffuso nell'Asia orientale, ottenuto tramite la fermentazione della farina di riso. Rispetto a quello di vino diffuso in Occidente, ha un sapore più delicato. Ne esistono diverse varietà e i cui colori spaziano da quelli più chiari a quelli di varie tonalità di rosso, marrone e nero.

## Diffusione

### Cina
L'aceto di vino cinese ha un sapore più forte rispetto a quello giapponese. L'aceto di riso bianco cinese è, a seconda dei casi, incolore o giallo pallido ed più acido rispetto agli altri prodotti in Cina. Ciononostante, è comunque meno acido di quelli prodotti in Occidente. Per quanto concerne l'aceto nero, merita una menzione quello di Zhenjiang, che è considerato una prelibatezza.

### Corea
In Corea esiste il ssal-sikcho, ricavato dal riso bianco o integrale; può anche essere preparato usando il riso glutinoso. Viene fermentato usando il nuruk.

### Giappone
L'aceto di riso è un alimento che gode di una certa importanza nella dieta giapponese. Tra i più tipici si segnalano il komezu, di colore chiaro e quello di Fukuyama, facente parte della categoria di aceti dal colore scuro (kurozu, lett. "aceto nero").